# 1960년 하계 올림픽 오스트리아 선수단
1960년 하계 올림픽 오스트리아 선수단은 이탈리아 로마에서 개최된 1960년 하계 올림픽에 참가한 올림픽 오스트리아 선수단이다.

## 육상

### 남자
트랙 / 도로 경기
| 선수 | 세부 종목 | 1차 예선 | 1차 예선 | 2차 예선 | 2차 예선 | 준결선 | 준결선 | 결선 | 결선      |
| 선수 | 세부 종목 | 기록     | 순위     | 기록     | 순위     | 기록   | 순위   | 기록 | 최종 순위 |

## 참고 자료
- (영어) “Austria at the 1960 Roma Summer Games”. SR/Olympic Sports. 2010년 2월 1일에 원본 문서에서 보존된 문서. 2011년 10월 13일에 확인함.